# Chili op de Olympische Winterspelen 1964
Tijdens de Olympische Winterspelen van 1964, die in Innsbruck (Oostenrijk) werden gehouden, nam Chili voor de vijfde keer deel.

## Deelnemers en resultaten

### Alpineskiën
| Olympiër         | Discipline       | Resultaat | Prestatie                           |
| ---------------- | ---------------- | --------- | ----------------------------------- |
| Hernán Boher     | afdaling (m)     | 58e       | 2.41,67 (+23,51)                    |
| Hernán Boher     | reuzenslalom (m) | 44e       | 2.09,71 (+23,00)                    |
| Hernán Boher     | slalom (m)       | dnq       | niet geplaatst voor finalewedstrijd |
| Francisco Cortes | reuzenslalom (m) | 66e       | 2.22,08 (+35,37)                    |
| Francisco Cortes | slalom (m)       | dnq       | niet geplaatst voor finalewedstrijd |
| Juan Holz        | afdaling (m)     | 77e       | 4.51,18 (+2.33,02)                  |
| Juan Holz        | reuzenslalom (m) | dnf       | opgave                              |
| Juan Holz        | slalom (m)       | dnq       | niet geplaatst voor finalewedstrijd |
| Vicente Vera     | slalom (m)       | dnq       | niet geplaatst voor finalewedstrijd |
| Claudio Wernli   | afdaling (m)     | dq        | diskwalificatie                     |
| Claudio Wernli   | reuzenslalom (m) | 54e       | 2.14,48 (+27,77)                    |

Argentinië · Australië · België · Bulgarije · Canada · Chili · Denemarken · Duits eenheidsteam · Finland · Frankrijk · Griekenland · Groot-Brittannië · Hongarije · IJsland · India · Iran · Italië · Japan · Joegoslavië · Libanon · Liechtenstein · Mongolië · Nederland ·  Noord-Korea · Noorwegen · Oostenrijk · Polen · Roemenië · Sovjet-Unie · Spanje · Tsjecho-Slowakije · Turkije · Verenigde Staten · Zuid-Korea · Zweden · Zwitserland